# افشاگری‌های جاسوسی گسترده (۱۹۷۰–۲۰۱۳)
نظارت جهانی به نظارت گسترده جهانی، فراتر از مرزهای ملی و بر همه مردم جهان اشاره دارد. وجود چنین برنامه‌ای نخستین‌بار در دهه ۱۹۷۰ (میلادی) فاش شد و باعث شد تا قانون‌گذاران، برای محدود و کنترل کردن جاسوسی آژانس امنیت ملی ایالات متحده آمریکا از مردم داخل کشور قوانینی را وضع کنند. با اینحال افشای این برنامه باعث توجه پایدار افکار عمومی نشد و تنها پس از افشای پروژه اشلون در دهه ۱۹۸۰ (میلادی) و تأیید وجود آن در دهه ۱۹۹۰ (میلادی) بود که توجه افکار عمومی را برای مدت طولانی به خود جلب کرد. در سال ۲۰۱۳ پس از افشاگری ادوارد اسنودن، توجه گسترده رسانه‌های جهان به نظارت جهانی جلب شد.

## تاریخچه

### دهه ۱۹۷۰
در سال ۱۹۷۲، تحلیل‌گر آژانس امنیت ملی آمریکا، پری فل‌ووک (با نام مستعار "وینزلو پِک") برای خوانندگان مجله رمپارتز دربارهٔ آژانس امنیت ملی آمریکا و توافق یوکی‌یواس‌ای نوشت. او در سال ۱۹۷۶ در مقاله جداگانه‌ای در مجله تایم آوت وجود ستاد ارتباطات دولت بریتانیا را برملا کرد.

### دهه ۱۹۸۰ تا دهه ۱۹۹۰
در ۱۹۸۲ کتاب جمیز بامفورد دربارهٔ آژانس امنیت ملی آمریکا با نام «قصر معما» منتشر شد. کتاب دوم بامفورد با نام «بدنه رازها: تشریح آژانس امنیت ملی فرامحرمانه» دو دهه بعد منتشر شد.
در سال ۱۹۸۸ وجود شبکه اشلون توسط یکی از کارمندان لاکهید کورپوریشن به نام «مارگارت نیوزهام» فاش شد. نیوزهام به یکی از نمایندگان کنگره ایالات متحده آمریکا گفته بود که تماس‌های تلفنی استروم تورموند (نماینده حزب جمهوری‌خواه (ایالات متحده آمریکا)) از سوی آژانس امنیت ملی آمریکا شنود می‌شوند. پس از آن بازرسان کنگره دریافتند که تمرکز بر مقامات رسمی دولت، یک موضوع اتفاقی نیست. بلکه از آغاز، بخشی از برنامه اشلون بوده‌است.
در اواخر دهه ۱۹۹۰ گزارش شد که اشلون می‌تواند تا ۹۰٪ ترافیک اینترنت را رهگیری کند. بر اساس خبر بی‌بی‌سی در مه ۲۰۰۱ دولت آمریکا (حکومت فدرال ایالات متحده آمریکا) همچنان منکر وجود اشلون می‌شد.

### دهه ۲۰۰۰
پس از حملات ۱۱ سپتامبر ویلیام بینی به همراه دیگر همکاران خود جی. کرک ویبه و ادوارد لومیس با همکاری کارمند کاخ سفید دایین رورک از وزارت دفاع ایالات متحده آمریکا خواستند که از آژانس امنیت ملی آمریکا برای هدر دادن میلیون‌ها میلیون دلار در پروژه تریل‌بلیزز (سامانه‌ای برای تحلیل داده جابجا شده در شبکه‌های ارتباطی مانند اینترنت) تحقیق کنند. بینی، همچنین بی‌پرده از آژانس امنیت ملی آمریکا برای جاسوسی از شهروندان آمریکا پس از حملات ۱۱ سپتامبر انتقاد می‌کرد. بینی ادعا کرد که با وجود رهگیری گسترده داده‌ها، آژانس امنیت ملی آمریکا در رهگیری پیشگیری از حملات ۱۱ سپتامبر شکست خورده‌است.
در سال ۲۰۰۱ سازمان اطلاعات داخلی بریتانیا (ام‌آی۵) شروع به گردآوری گسترده اطلاعات تماس‌های تلفنی در داخل بریتانیا کرد که هنگام و پس از حوادث ۱۱ سپتامبر با یکدیگر گفتگو می‌کردند. وزارت کشور بریتانیا بر اساس برداشت مبهم از قدرت گسترده لایحه مخابرات سال ۱۹۸۴ (و نه لایحه مقررات قدرت‌های بازرسی ۲۰۰۰) اختیارات تحقیق مستقل را به ام‌آی۵ داد. این موضوع تا سال ۲۰۱۵ مخفی نگه داشته شد. وزارت کشور بریتانیا در سال ۲۰۱۵ آنرا در دسترس همگان قرار داد.
در ۱۶ دسامبر ۲۰۰۵ نیویورک تایمز گزارشی را با نام «بوش به جاسوس‌های آمریکایی اجازه می‌دهد تا بدون حکم دادگاه، تماس‌های تلفنی را رهگیری کنند» منتشر کرد که با همکاری اریک لیچبلاو و جیمز رایزن (روزنامه‌نگار و برنده جایزه پولیترز) نوشته شده بود. این گزارش با تأخیری یک ساله منتشر شد. زیرا اگر در سال ۲۰۰۴ منتشر می‌شد باعث بروز نگرانی‌های امنیت ملی شده و بر انتخابات ریاست‌جمهوری ایالات متحده آمریکا (۲۰۰۴) تأثیر می‌گذاشت. بعدها روس تایس به عنوان منبع اطلاعات این گزارش معرفی شد.
در سال ۲۰۰۶ جزئیات بیشتری از نظارت داخلی آژانس امنیت ملی آمریکا از شهروندان این کشور توسط یواس‌ای تودی منتشر شد. یواس‌ای تودی این گزارش را در ۱۱ مه ۲۰۰۶ منتشر کرد و در آن از پایگاه داده گسترده آژانس امنیت ملی آمریکا از اطلاعات تماس ده‌ها میلیون شهروند آمریکایی پرده برداشت. بر پایه این گزارش، جزئیات این تماس‌ها از سوی چندین شرکت مخابراتی مانند ای‌تی اند تی، ورایزن کامیونیکیشنز، و بل‌ساوت تأمین می‌شوند. از «مارک کلین» کاردان فنی تجربی پیشین ای‌تی اند تی به عنوان منبع اصلی این گزارش نام برده شد. او به خصوص، فاش‌کننده وجود اتاق‌های مراکز کنترل شبکه (مانند اتاق ۶۴۱ای) بود که ستون فقرات رهگیری و ذخیره همه ترافیک اینترنت را تشکیل می‌دهند. در سال ۲۰۰۸ تحلیل‌گر امنیتی «بابک پاسدار» وجود به اصطلاح «مدار کوانتیکو» را فاش کرد که او و تیمش در سال ۲۰۰۳ راه‌اندازی کرده بودند. این مدار به دولت آمریکا اجازه می‌داد که به همه اطلاعات یک اپراتور شبکه تلفن همراه نامشخص دسترسی پیدا کنند که بعدها مشخص شد این اپراتور، ورایزن کامیونیکیشنز است.
در سال ۲۰۰۷، جوزف ناچیو مدیر عامل اجرایی پیشین شرکت کویست در دادگاه ادعا کرد و اسنادی را ارائه داد که نشان می‌دادند در فوریه ۲۰۰۱ (حدود ۷ ماه پیش از حوادث ۱۱ سپتامبر) آژانس امنیت ملی آمریکا پیشنهاد نشستی را برای جاسوی آزادانه از تماس‌های تلفنی داده بود. او به این نتیجه رسیده بود که این جاسوسی، غیرقانونی بوده و از همکاری سر باز زد. او ادعا کرد که شرکت کویست با رد قراردادهای سودآور، او را تنبیه کرده‌است.

### ۲۰۱۰ تا ۲۰۱۳
در سال ۲۰۱۱ جزئیات صنعت نظارت گسترده، بدست ویکی‌لیکس در دسترس عموم قرار گرفت. بر پایه گفته‌های جولیان آسانژ: امروز ما در دنیایی هستیم که نه تنها از نظر تئوری، ضبط تقریباً همه ترافیک مخابرات یک کشور و تماس‌های تلفنی ممکن است، بلکه امروز، صنعتی بین‌المللی نیز برای فروش دستگاه‌های آن وجود دارد."